# 200 (getal)
200 (tweehonderd) is het natuurlijk getal dat na 199 en voor 201 komt.

## In de wiskunde
Tweehonderd is
- de som van Eulers totiëntvergelijking {\displaystyle \phi (x)} over de eerste 25 gehele getallen
- een getal uit de rij van Padovan
- een Harshadgetal

## Overig
Tweehonderd is ook:
- het jaar A.D. 200
- het jaar 200 v.Chr.
- een waarde uit de e-reeksen E24, E96 en E192
- een nummerserie van een serie locomotoren van de NS